# Angus Dawson
Angus Dawson (* 30. Oktober 2000 in Bedford Park, South Australia) ist ein australischer Ruderer. Er gewann bis 2023 bei Weltmeisterschaften eine Bronzemedaille.

## Sportliche Karriere
Bei den U23-Weltmeisterschaften 2019 gewann er die Goldmedaille mit dem australischen Vierer mit Steuermann. Bei den erst 2021 ausgetragenen Olympischen Spielen in Tokio kam Dawson mit dem australischen Achter auf den sechsten Platz. Bei den U23-Weltmeisterschaften 2022 wurde Dawson Dritter mit dem Achter. Im Jahr darauf siegte bei den Weltmeisterschaften 2023 in Belgrad der britische Achter vor den Niederländern, die Australier erruderten eine Sekunde dahinter die Bronzemedaille. Im Jahr darauf belegte der australische Achter den sechsten Platz bei den Olympischen Spielen in Paris.